# 공주 박씨
공주 박씨(公州朴氏)는 한국의 성씨이다.

## 역사
공주 박씨(公州 朴氏)는 밀양 박씨(密陽 朴氏)에서 직계 분적된 성씨 본관이며 공주 박씨(公州 朴氏)의 시조는 박문호(朴門浩)이며 고려 시대에 상장군(上將軍) 직위를 역임한 무관 관료(武官 官僚)이다.